# 그것: 두 번째 이야기
《그것: 두 번째 이야기》(영어: It Chapter Two)는 2019년 개봉한 미국의 초자연 공포 영화이다. 앤디 무스키에티가 감독을, 게리 도버먼이 각본을 맡았다.  2017년 영화 《그것》의 속편이며, 스티븐 킹의 1986년 동명 소설 2부작 영화화 중 후편에 속한다.

## 출연
- 제시카 채스테인 - 베벌리 "베브" 마시 역
  - 소피아 릴리스 - 베벌리 마시 아역
- 제임스 매커보이 - 윌리엄 "빌" 덴브러 역
  - 제이든 마텔 - 빌 덴브러 아역
- 빌 헤이더 - 리처드 "리치" 토저 역
  - 핀 울프하드 - 리치 토저 아역
- 아이제이아 무스타파 - 마이클 "마이크" 헨런 역
  - 초즌 제이컵스 - 마이크 헨런 아역
- 제이 라이언 - 벤 핸즈컴 역
  - 제러미 레이 테일러 - 벤 핸즈컴 아역
- 제임스 랜슨 - 에드워드 "에디" 캐스프브랙 역
  - 잭 딜런 그레이저 - 에디 캐스프브랙 아역
- 앤디 빈 - 스탠리 "스탠" 유리스 역
  - 와이엇 올레프 - 스탠 유리스 아역
- 빌 스카르스고르드 - 그것 / 춤추는 광대 페니와이즈 역
- 하비에르 보테트 - 부랑자 역
- 잭슨 로버트 스콧 - 죽은 조지 덴브러 역
- 오언 티그 - 패트릭 혹스테터 역
- 티치 그랜트 - 헨리 바워스 역
  - 니컬러스 해밀턴 - 헨리 바워스 아역
- 그자비에 돌란 - 에이드리언 멜런 역
- 제이크 위어리 - 웨비 역
- 제스 와익슬러 - 오드라 필립스 역
- 윌 바인브링크 - 톰 로건 역